# Heavy Rotation
Heavy Rotation este al patrulea album de studio al cântăreței americane Anastacia. A fost lansat pe 24 octombrie 2008 de Mercury Records.
În România, materialul a fost lansat pe data de 27 octombrie 2008, fiind disponibil în formatul „Special pentru România”.

## Lista pieselor
| Nr. | Titlu                    | Autor(i)                                                                         | Producător(i)                               | Lungime |  |
| 1.  | „I Can Feel You”         | Chuck Harmony Shaffer Smith                                                      | Harmony Ne-Yo                               | 3:49    |  |
| 2.  | „The Way I See It”       | Anastacia Jack Kugell Jamie Jones Jason Pennock Andrew Frampton D'Myreo Mitchell | The Heavyweights Frampton REO Lester Mendez | 3:28    |  |
| 3.  | „Absolutely Positively”  | Harmony Smith                                                                    | Harmony Ne-Yo                               | 4:20    |  |
| 4.  | „Defeated”               | Anastacia Jonathan Rotem Damon Sharpe                                            | J.R. Rotem                                  | 3:55    |  |
| 5.  | „In Summer”              | Anastacia Guy Chambers Rico Love                                                 | Harmony                                     | 4:07    |  |
| 6.  | „Heavy Rotation”         | Rodney Jerkins Frankie Storm                                                     | Rodney "Darkchild" Jerkins                  | 3:25    |  |
| 7.  | „Same Song”              | Anastacia Chambers                                                               | Mendez                                      | 3:56    |  |
| 8.  | „I Call It Love”         | Anastacia Kugell Jones Pennock Frampton                                          | The Heavyweights Frampton REO               | 3:37    |  |
| 9.  | „All Fall Down”          | Anastacia Chambers                                                               | Mendez                                      | 3:04    |  |
| 10. | „Never Gonna Love Again” | Anastacia Chambers                                                               | Harmony                                     | 3:30    |  |
| 11. | „You'll Be Fine”         | Anastacia Mendez Sharpe                                                          | Mendez                                      | 3:38    |  |

Note
- ^a marchează un co-producător
- ^b marchează un remixer

## Clasamente
| Clasament (2008)               | Poziție de cârf |
| ------------------------------ | --------------- |
| Australian Albums Chart        | 47              |
| Austrian Albums Chart          | 6               |
| Belgian Albums Chart (Flandra) | 43              |
| Belgian Albums Chart (Valonia) | 39              |
| Czech Albums Chart             | 17              |
| Danish Albums Chart            | 31              |
| Dutch Albums Chart             | 15              |
| European Top 100 Albums        | 6               |
| Finnish Albums Chart           | 30              |
| French Albums Chart            | 60              |
| German Albums Chart            | 13              |
| Greek Albums Chart             | 7               |
| Hungarian Albums Chart         | 31              |
| Irish Albums Chart             | 45              |
| Italian Albums Chart           | 6               |
| Norwegian Albums Chart         | 28              |
| Portuguese Albums Chart        | 21              |
| Scottish Albums Chart          | 15              |
| Spanish Albums Chart           | 3               |
| Swedish Albums Chart           | 15              |
| Swiss Albums Chart             | 3               |
| UK Albums Chart                | 17              |

| Clasament (2008)           | Poziție |
| -------------------------- | ------- |
| Greek Foreign Albums Chart | 24      |
| Italian Albums Chart       | 99      |
| Swiss Albums Chart         | 65      |

## Legături externe
- Heavy Rotation la Metacritic